# Geschiedenis van Walibi Belgium
De geschiedenis van Walibi Belgium begint in 1975 bij de oprichting van het park door Eddy Meeùs.

## Jaren 70

### 1975: opening Walibi

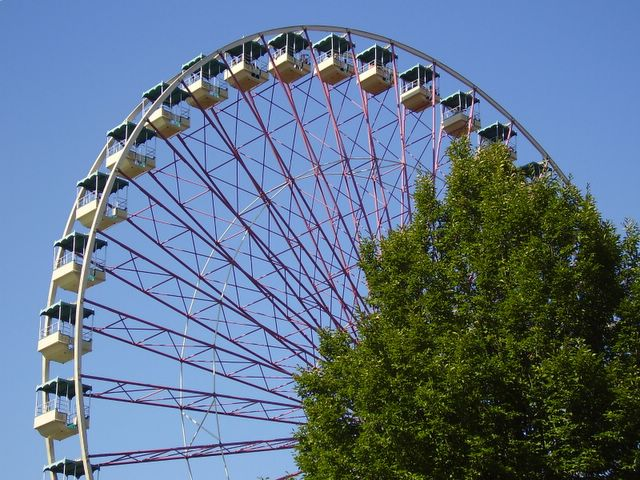
Grande Roue, het reuzenrad uit Walibi Belgium

Op 26 juli 1975 opende Eddy Meeùs, na een eerdere mislukte poging tegen de Franse grens, zijn park. De hoofdattractie was een teleski, een soort van waterski die niet door een boot, maar door een kabel werd voortbewogen. Meeùs was een exclusieve verdeler voor deze attractie in de Benelux. Zijn doel was dan ook een mooie showroom te hebben, waar de potentiële kopers kennis konden maken met dit tuig. Deze teleski is tegenwoordig niet meer aanwezig in het park. Verder stonden nog enkele kermisattracties in het park, en bezoekers konden er op pony's rijden. De toegangsprijs tot het park bedroeg 400 BEF voor één volledige dag. Walibi was daarmee het eerste Europese pretpark dat deze formule van "één prijs betalen, alle attracties inbegrepen" toepaste, andere parken vroegen een prijs per rit op een attractie. Op 25 augustus 1975 werd er een parcours gebouwd rond De zonnetempel van Kuifje. Met een bootje voeren bezoekers door een fluorescerend bos. Men maakte kennis met allerlei dieren die Kuifje in het Amazonewoud ontmoette en voer ten slotte de Zonnetempel (een grot) binnen. Het eerste jaar ontving het park 47.000 bezoekers.

### 1976: eerste volledig seizoen
1976 was het eerste volledige seizoen en er kwamen 250.000 bezoekers.

### 1977: verdere uitbreiding
Vanaf 1977 verbleven er twee dolfijnen, Floppy en Daisy, in het park. Deze bleven er tot in 1984. Verder werden er nog enkele nieuwe kermisattracties geplaatst.
Er kwamen in 1977 400.000 bezoekers.

### 1978: eerste grote uitbreiding
Vanwege het succes van de voorgaande jaren en het stijgende aantal bezoekers, kreeg Eddy Meeùs goedkeuring voor een lening van 500.000 BEF. Hiermee kon hij het park uitbreiden met onder andere een achtbaan van de fabrikant Schwarzkopf, Jumbo Jet genaamd, riviervlotten en de boomstamattractie La rivière sauvage (Wilde Rivier, later Rio Grande). Deze Wilde Rivier was de eerste in zijn soort voor België. Verder ging in 1978 de Cinema 2000 open, een projectie van een 7mm-film op een groot scherm. Ook de enterprise Inferno werd dit jaar geplaatst.
700.000 bezoekers bezochten het park.

### 1979: opening van Tornado

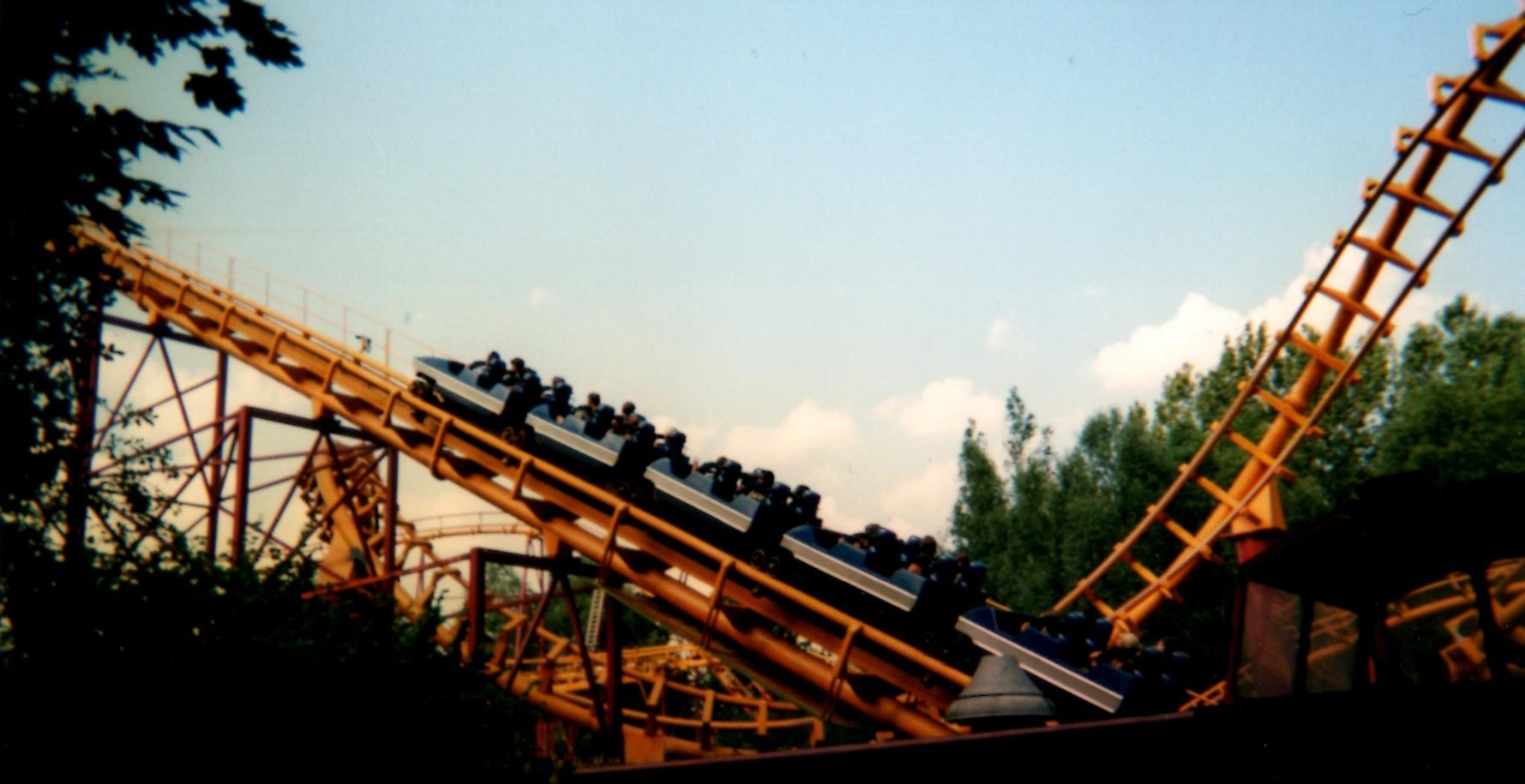
Achtbaan Tornado

Ook in 1979 werd er fors geïnvesteerd in het park. Meeùs kreeg een lening van 200.000.000 Belgische frank. Hiermee liet hij ten eerste een reuzenrad, Grande Roue,  bouwen. Dit werd, met een hoogte van 50 meter, destijds het tweede hoogste reuzenrad van Europa. Na een paar Amerikaanse parken te hebben bezocht, wilde hij nog een achtbaan in zijn park. Hiervoor klopte hij aan bij de Nederlandse firma Vekoma. Vekoma bouwde de Tornado. Hiervoor kreeg Meeùs verschillende waarschuwingen van andere pretparken, zoals de Efteling en Alton Towers, die beweerden dat de Tornado een foute investering was en het verkeerde publiek zou aantrekken. De Tornado werd echter een fenomenaal succes en later opende Alton Towers dezelfde attractie en bouwde Efteling aan haar super-Tornado: Python.
Het park kreeg dat jaar 900.000 bezoekers te verwerken.

## Jaren 80

### 1980-1981
In 1980 werd een tweede attractie rond Kuifje gebouwd: Het geheim van de Eenhoorn. Het was de eerste grote Europese binnenattractie. Een jaar later werd de parachutetoren Yoyo gebouwd.

### 1982: opening van Sirocco
In 1982 werd Sirocco geïntroduceerd. Deze lanceerachtbaan was 45 meter hoog en haalde 85 km/u. Al snel groeide hij uit tot een van de bekendste attracties van het park. Van deze baan bestonden er toen in totaal reeds zeven exemplaren, maar voor Walibi werd dit wederom een Europese première. Een Duitse fabrikant had de baan oorspronkelijk geconstrueerd voor een Japans pretpark, dat een tijdje later failliet ging. Eddy Meeùs stelde voor de baan over te nemen. De constructeur garandeerde hem dat hij enorm veel succes zou hebben met de Sirocco en voorspelde dat de attractie 300.000 bezoekers meer naar het park zou lokken. De totale kostprijs was 75 miljoen Belgische frank, waarvan de fabrikant een voorschot kreeg van 45 miljoen frank. De resterende 30 miljoen zou hij pas krijgen als zijn voorspelling bleek te kloppen. Meeùs heeft nooit het volledige bedrag moeten betalen omdat het park geen 300.000 bezoekers extra ontving. Toch betekende deze attractie een serieuze meerwaarde voor het park.
De bezoekersaantallen bleven stijgen en dit jaar kwamen er 960.000 bezoekers.

### 1983-1986
1983 was een "rustjaar" voor Walibi wat attracties betreft. Er werden geen nieuwe attracties gebouwd, maar er werd wel flink aandacht besteed aan de bloemenperken in het park. 1984 bracht Panchito, een animatronicsshow, naar het park. 
In 1985 werd de attractie Het Paleis van Ali Baba gebouwd, een dark water ride rond het thema van de sprookjes uit Duizend-en-één-nacht. In 1986 werd in het park een tweede boomstamattractie gebouwd, Rio Salto.

### 1987: opening van Aqualibi
Eddy Meeùs wilde graag een waterpark in Waver. Het jaar daarvoor had hij met zijn familie verschillende waterparken bezocht en zijn doel was om de beste attracties naar Waver te halen. Samen met externe maatschappijen begon hij aan de ontwikkeling van Aqualibi. Dit werd voor België het eerste grote overdekte subtropische zwemparadijs. Heden is Aqualibi volledig onafhankelijk, en in tegenstelling tot vroeger niet meer gratis toegankelijk voor bezoekers van Walibi.

### 1988: opening Radja River

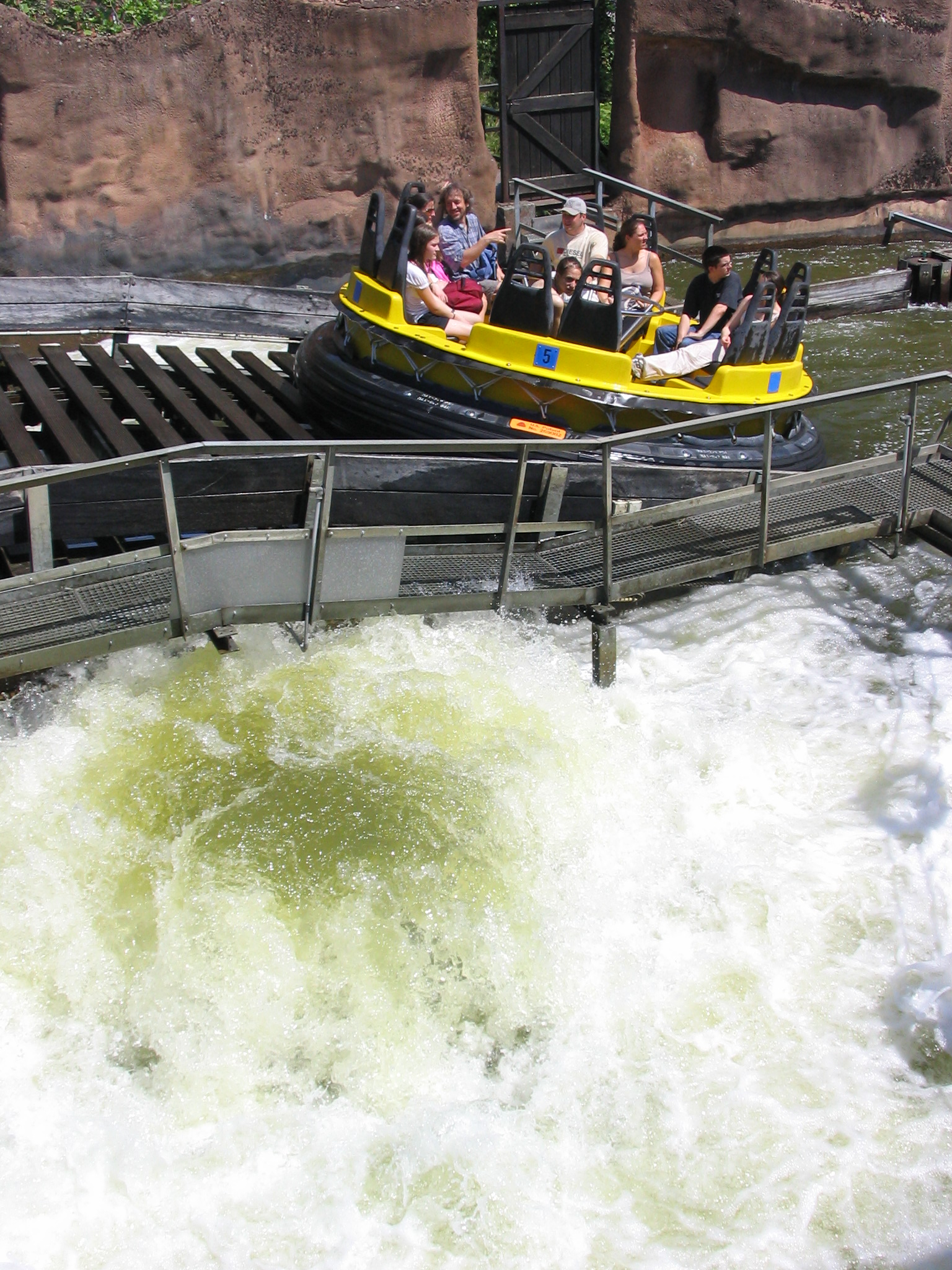
Radja River

Nieuw in 1988 was de Radja River. Deze rapid river was bij de opening de grootste in zijn soort. De attractie werd gebouwd door de Zwitserse fabrikant Intamin. In Walibi werden voor de eerste keer bootjes gebruikt met twaalf zitplaatsen. De attractie kwam er als antwoord op de Piraña in de Efteling. Met deze attractie haalde Walibi een wereldrecord: Radja River heeft namelijk een debiet van 30 miljoen liter water per uur.
De Radja River klopte alle records voor het Waverse park en er kwamen dat jaar 1.400.000 bezoekers naar Walibi.

### 1989: 3D-theater
In 1989 werd een 3D-theater in het park gebouwd.

## Jaren 90

### 1990: uitbreiding Aqualibi
In 1990 betrof de grootste vernieuwing de uitbreiding aan het waterpark Aqualibi. Ondertussen werd ook weer aandacht besteed aan het groene aspect van het park en werden er bomen en bloemen aangeplant.

### 1991: reclamecampagne met GB
GB en Walibi hadden hetzelfde reclamebureau en bedachten samen een campagne. Er werden honderdduizenden tickets weggegeven bij aankoop van producten in de GB. Dit bezorgde Walibi een té druk jaar. Het jaar 1991 ging dan ook de geschiedenis in als het drukste jaar ooit in Waver. Op de snelwegen naar het park moest de rijkswacht helikopters inzetten om het verkeer naar Walibi in toom te houden. Om het toch niet te druk te laten worden in het park, werd er beslist dat de GB-tickets ook nog geldig zouden zijn in het begin van het seizoen 1992.

### 1992: Colorado en Bounty
Ook in 1992 werd gewerkt aan het thematiseren en algeheel mooier maken van het park. Het bedrijf wilde niet zomaar attracties neerzetten, maar attracties met een thema. Dit werd zichtbaar in de Colorado (tegenwoordig Calamity Mine), een treintje dat raast door een bergachtig decor en zodoende een mijnsfeer oproept.
Ook de Bounty, een Looping Schip, nam de mensen vanaf 1992 mee voor een wild avontuur. Dit was geen gewoon schommelschip: de boot had een tegengewicht en draaide 360° rond. Verder werd een nieuwe zeeleeuwenshow geïntroduceerd in een soort overdekt amfitheater met 2000 plaatsen.

### 1993-1994
In 1993 en 1994 werden geen nieuwe attracties gebouwd, maar werd er opnieuw gewerkt aan het comfort van de bezoekers van het park.

### 1995: Walibi 20 jaar
In 1995 werd Eddy Meeùs 70 jaar en Walibi 20. Omwille van zijn leeftijd begon Meeùs uit te kijken naar overnemers. Oorspronkelijk wilde hij alles verkopen, behalve het park in Waver. Voor zijn twintigste verjaardag brak Walibi Waver de twee boomstamattracties Rio Grande en Rio Salto af. In de plaats daarvan kwam een nieuwe boomstamattractie: Flash Back, gethematiseerd naar een verjongingsmachine die bezoekers tijdens een ritje drastisch zou verjongen. Deze attractie had een afdaling die achterwaarts genomen werd. Door deze attractie werden bezoekers in het verhaal plotseling niet jonger, maar weer ouder. Ook de Walibi Express, tegenwoordig de MusicXpress, werd in 1995 gebouwd. Deze trein bood bezoekers een rondrit doorheen een groot deel van het park.

### 1997: ongeval met Sirocco
In 1997 gebeurde er een groot ongeval met de Sirocco, echter zonder ernstige gewonden. Doordat het vliegwiel uit het lanceringsmechanisme niet genoeg snelheid had, was de trein van de achtbaan te traag gelanceerd, waardoor deze in het midden van de looping bleef hangen. Omdat de trein niet zomaar los te trekken was, bleven 27 mensen anderhalf uur ondersteboven in de attractie zitten. Na dit incident werd de attractie volledig gecontroleerd en ging na een paar aanpassingen weer open voor het publiek. De populariteit van de attractie steeg nog meer wegens de internationale aandacht van de media in verband met het ongeval.

### 1998: Dalton Terror + overname door Premier Parks

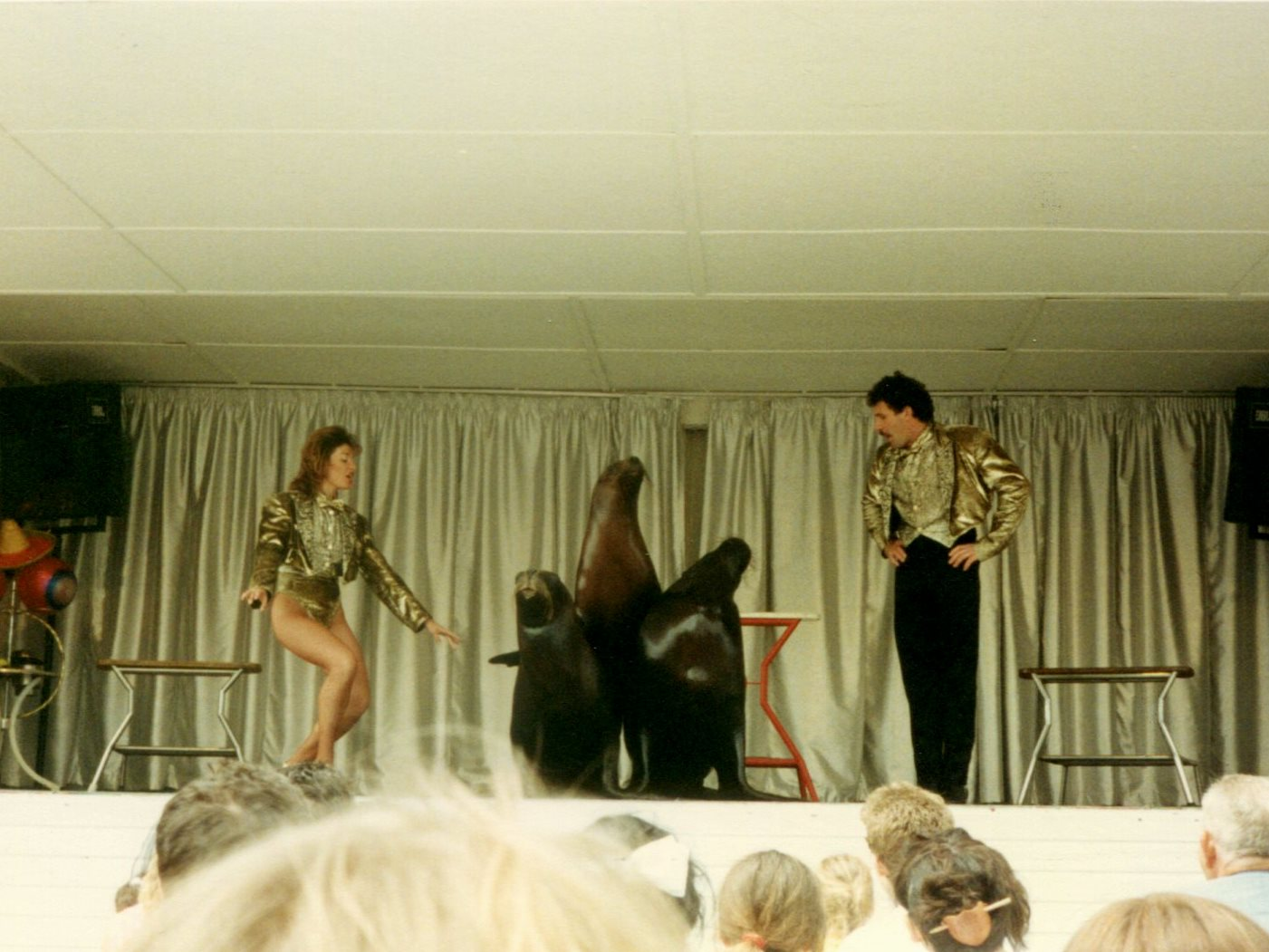
Zeeleeuwenshow in Walibi Waver.

Premier Parks, een Amerikaans attractieconcern, nam in 1998 belangen in de Walibi Group, waartoe ook het park in Waver behoorde.
1998 werd wederom een jaar waarin Walibi aan bekendheid won. Het park bood reeds twee thrills: Tornado en Sirocco, twee vrijwel unieke waterattracties: Radja River en Flash Back, en voldoende entertainment met een zeeleeuwen- en papegaaienshow aan. Nu werd ook de Dalton Terror geïntroduceerd. Deze vrije val van bijna 80 meter hoog, is de hoogste attractie in de Benelux. Ondertussen werd Lucky Luke city ontworpen door de gebroeders Florizoone, toenmalig eigenaar van Bellewaerde en later werkzaam binnen de Walibi Group.

### 1999: Premier Parks wordt Six Flags
In 1998 had Premier Parks de Six Flags-groep overgenomen en nam de naam Six Flags over, vanwege de betere bekendheid. Ook in Europa zouden de parken worden hernoemd naar Six Flags. In eerste instantie veranderde er voor het Waverse park niets. Meeùs kreeg ook van de nieuwe eigenaar de tijd om zijn laatste attractie Lucky Luke City met de Dalton Terror af te werken.
Ondertussen kreeg het park veel klachten over geluidsoverlast. Om de omwonenden tegemoet te komen werd in 1999 rond de looping van Sirocco een gebouw geplaatst dat het lawaai reduceerde. De Sirocco kreeg een industriethema, de naam veranderde in Turbine en heropende in 2000. Om de omwonenden nog meer stilte te gunnen werd ook op de Bounty een dak gemonteerd, om het geluid van gillende bezoekers te reduceren. De attractie werd ook herschilderd, maar behield wel zijn naam.
Verder introduceerde Walibi in 1999 opnieuw drie nieuwe attracties. Vikingbootjes en de kinderachtbaan La Coccinelle werden gebouwd in de achterste zone van het park. De grootste nieuwigheid was echter de achtbaan Vampire. Deze omgekeerde achtbaan was een verbeterde versie van El Condor in het Nederlandse Walibipark, gebouwd door de Nederlandse firma Vekoma. Ondertussen is dit standaard-achtbaanontwerp in vele parken te vinden, maar destijds was dit nog een vrij uniek ontwerp.

## 2000 - 2009

### 2000: 25e verjaardag van Walibi
In 2000 vierde Walibi zijn vijfentwintigste verjaardag. Dit was de laatste echte verjaardag van het originele Walibi. Er werden geen nieuwe attracties gebouwd.

### 2001: nieuwe naam Six Flags Belgium
In 2001 werd Walibi Wavre omgedoopt tot Six Flags Belgium en de mascotte met de oranje kangoeroe verdween. Er werd door de nieuwe Amerikaanse eigenaars 400.000.000 BEF geïnvesteerd. Talrijke thrill rides en rollercoasters naar Amerikaans model verschenen. Onder andere de Weerwolf, Cobra en het Paleis van de Geest werden toegevoegd. Toch bleef de komst van een geplande mega-achtbaan uit, vanwege oplopende investeringen in het zusterpark in Nederland en de blijvende ruzies met omwonenden van Six Flags Belgium, met name vanwege geluidsoverlast.
Six Flags adverteerde met zo'n 20 nieuwe attracties en shows. Naast bovenstaande attracties waren dit meestal standaardontwerpen die de lege delen van het park opvulden. Six Flags had namelijk een andere mening dan de vorige eigenaar, namelijk dat het niet nodig was om peperdure attracties te plaatsen als het park toch al goed draaide.
Op zaterdag 24 november overlijdt ook de oprichter van Walibi Wavre, Eddy Meeùs, op 76-jarige leeftijd.

### 2003: opening van Challenge of Tutankhamon
In 2003 opende de attractie Challenge of Tutankhamon, een interactieve darkride met als thema de Egyptische oudheid, gebouwd door het bedrijf van Sally-Corporation. De locatie voor de attractie werd het oude gebouw van Het geheim van de Eenhoorn, die een paar jaar daarvoor gesloten was wegens het te dure onderhoud en de ouderdom van de attractie. Challenge of Tutankhamon werd verkozen tot tweede beste nieuwigheid van dit jaar ter wereld, nipt na Top Thrill Dragster in het Amerikaanse Cedar Point, en bleef ook daarna nog populair.

### 2004: einde Six Flags
In 2004 werd de Six Flags European Division overgenomen door Palamon Capital Partners, die de groep voortaan StarParks noemt. Deze moest het zwaar verlieslatende Six Flags European Divison er weer bovenop helpen.

### 2005: opnieuw Walibi Belgium
Na enkele jaren afwezigheid, keerde in 2005 de kangoeroe als symbool terug naar Waver. Ter ere van het 30-jarig bestaan van het park, werden nocturnes gehouden om dit te vieren. In Aqualibi was de kangoeroe al eerder teruggekeerd. Walibi bleek nog steeds een sterk merk te zijn en 2005 werd een succesjaar voor het park. Naast de oranje kangoeroe werden ook Wok de Draak, Mama Lily het Nijlpaard en vele andere vriendjes geïntroduceerd, net als het vriendinnetje Walibelle en hun baby Waliboo. Ook de stripfiguren Suske en Wiske, Bollie en Billie, Lucky Luke en de Dalton-broertjes maakten hun intrede in Walibi. Het eerste Walibi-stripalbum verscheen en draaide rond Walibi en enkele van de nieuwe personages.
Dit jaar werd ook de Spongebob 4D-cinema (tegenwoordig W.A.B Cinema 4D) geopend.
De populariteit van Halloween bereikte in 2005 eveneens een hoogtepunt. Op 31 oktober vonden 24.000 bezoekers hun weg naar het park. De "ruïne" van de achtbaan Tornado deed dat jaar dienst als decor voor een Halloweenattractie: Tornalloween.
De vernieuwing van Six Flags Belgium naar Walibi Belgium lokte dat jaar 1,3 miljoen bezoekers naar Waver.

### 2006: Compagnie des Alpes
In 2006 ondertekende Compagnie des Alpes (CDA) een intentieverklaring met Palamon Capital Partners om vijf parken van de Star Parks-groep, waaronder ook Walibi Belgium, over te nemen. Movie Park Germany bleef in handen van Star Parks en ook Walibi Lorraine werd niet door CDA overgenomen. Na de sluiting enkele jaren ervoor werd in 2006 de Tornado afgebroken. Er werd aangekondigd dat deze achtbaanveteraan onmiddellijk vervangen zou worden door een wereldprimeur: de Mountain Glider Vertigo.

### 2007: Vertigo

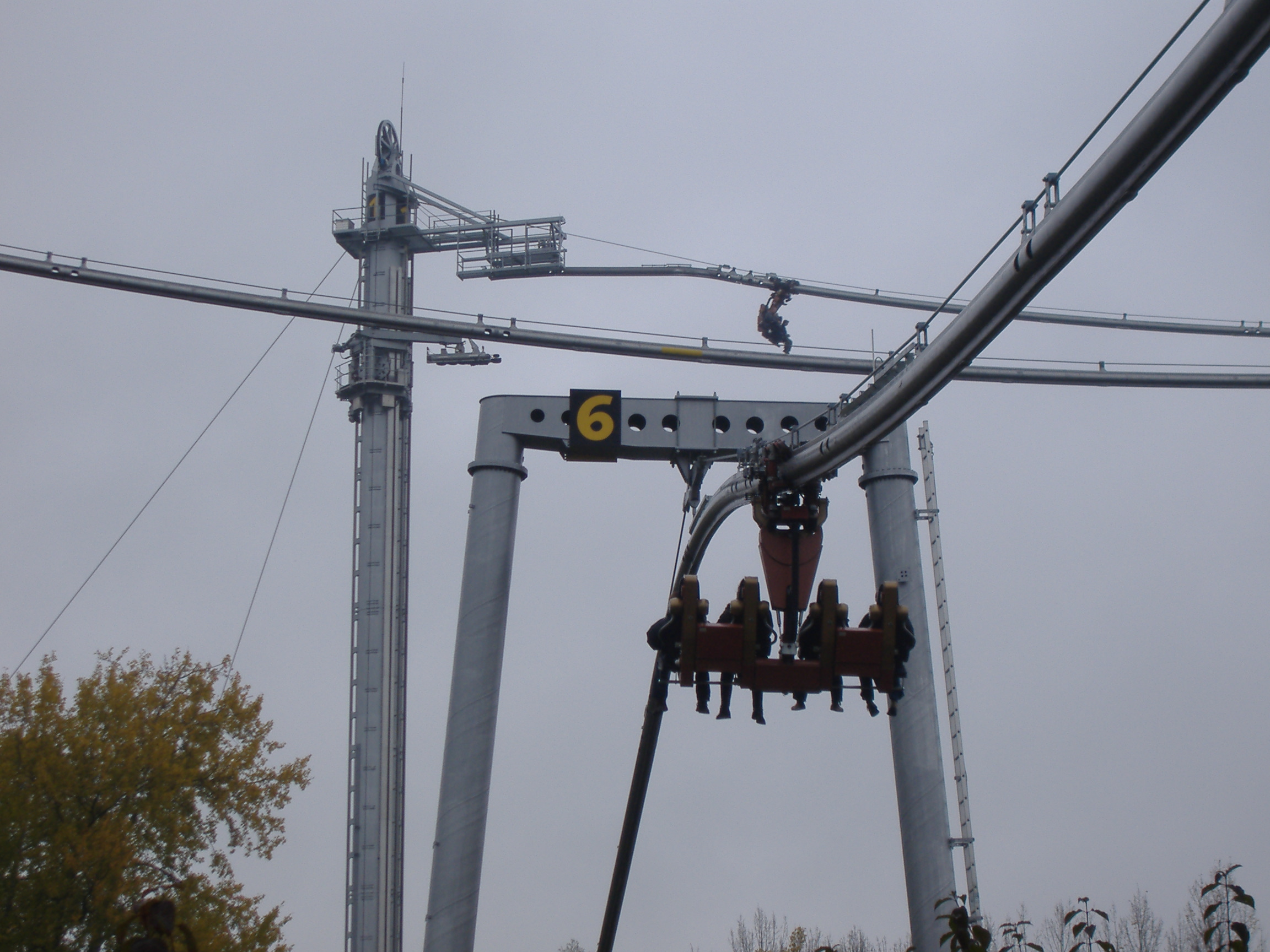
Vertigo, operationeel van 2007 tot 2008

In 2007, het eerste jaar onder Compagnie des Alpes, gaf men te kennen van Walibi Belgium opnieuw de parel van de Walibi-groep te willen maken. Een budget van 8 miljoen euro werd in het park geïnvesteerd om het te verbeteren en het er tegen 2009 als nieuw te laten uitzien. CDA had plannen om in de toekomst nog meer andere Europese parken de naam Walibi te geven en er werd een televisieserie of film gepland rond de mascotte van het park.
Op 14 juni 2007 werd Vertigo geopend. Deze combinatie van achtbaan en kabelbaan was destijds de enige in zijn soort. De attractie was gepland voor juni 2006, maar de opening werd wegens technische problemen een jaar uitgesteld. Bovendien werd ze snel opnieuw gesloten om verdere tests uit te voeren met betrekking tot de veiligheid.
Op 5 augustus werd een wereldrecord verbroken in Walibi Belgium. Acht jongeren van de fansite Walibi.net brachten 74 uur door in het reuzenrad La Grande Roue. Hiermee haalden de jongeren zo'n 5600 euro op, dat integraal naar Make-A-Wish Belgium-Vlaanderen ging.

### 2008: vervolg renovatie

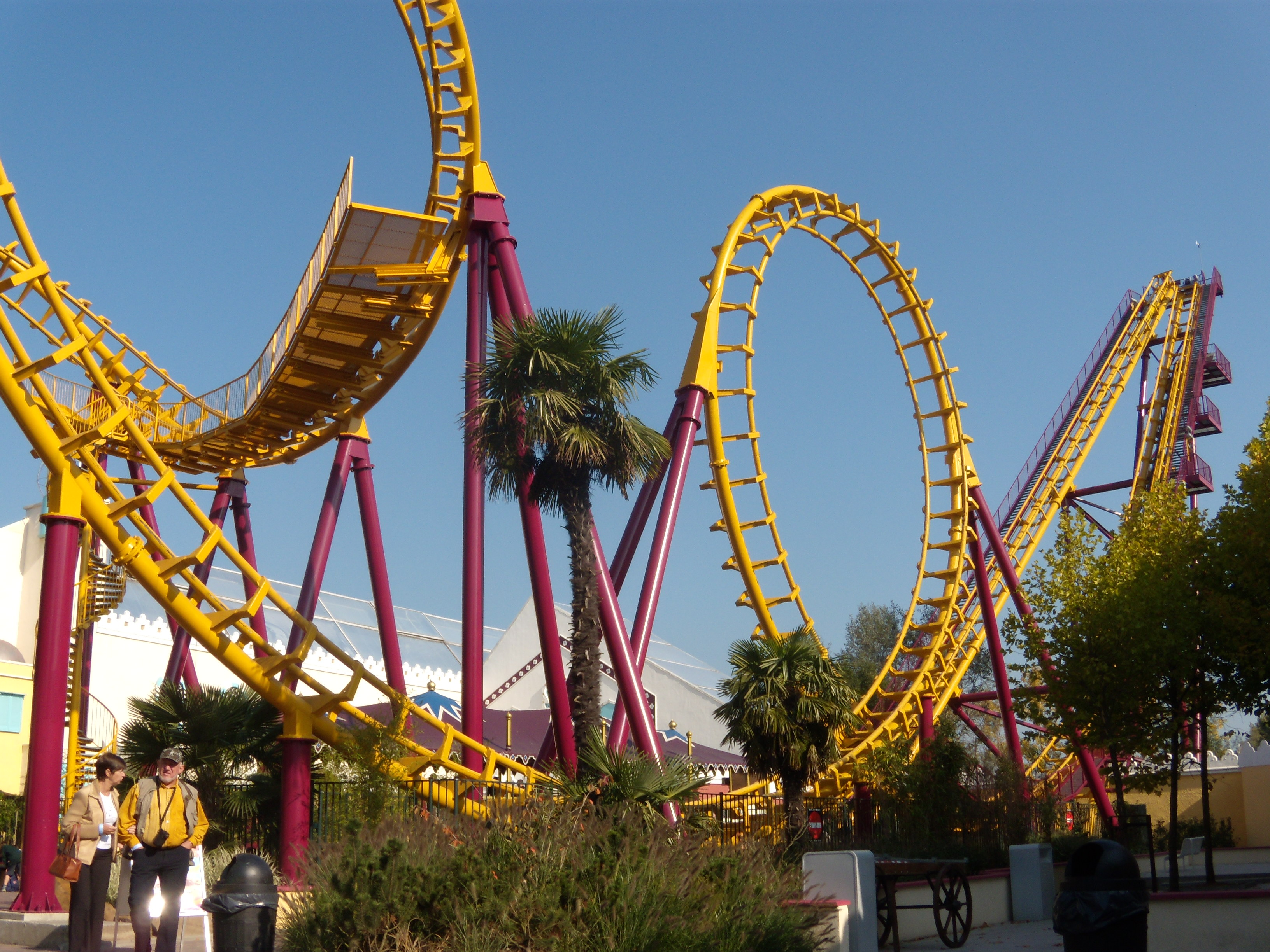
Cobra in nieuwe kleuren

In 2008 werd de andere helft van het budget, 4 miljoen euro (de eerste helft werd gebruikt in 2007), gespendeerd aan renovaties en onderhoud. Zo stond een renovatie van de boomstamattractie Flash Back gepland, die naar zijn oorspronkelijke staat uit 1995 zou teruggebracht worden als een attractie met mooie thematisatie en veel speciale effecten.
Ook de tow boat ride Gold River Adventure werd opnieuw gethematiseerd. Dalton Terror en Cobra werden herschilderd, Cobra's blauwe en rode Superman-kleurenschema maakte plaats voor een gele baan en bordeaux-paarse pilaren. Ook aan de boomstamattractie werd gewerkt en het park schonk extra aandacht aan bloemen en planten. Nieuwe bloemenperken werden aangeplant. Bovendien spendeerde het park een flinke som aan extra entertainment om het totaalplaatje af te maken. Deze renovaties maakten deel uit van een driefasenplan, dat in 2009 nog verdergezet zou worden.
In 2008 werd ook de Turbine voorlopig gesloten, niettegenstaande het feit dat de baan voor het seizoen 2007 nog een groot onderhoud en een paar nieuwe onderdelen gekregen had. Walibi maakte bekend dat ze zou heropenen in 2012, maar dat werd uitgesteld naar ten vroegste 2013.
Op 8 mei 2008 werd de Vertigo geopend. Dit werd voorafgegaan door een openingsceremonie met vuurwerk en speciale effecten. De attractie werd officieel geopend door Jean-Claude Van Damme en er was een afterparty met DJ Wout van Sylver. De attractie werd echter weer gesloten op 19 mei, en in oktober 2008 werd bekendgemaakt dat de Vertigo in de winter van 2009 zou worden afgebroken, omwille van de onbetrouwbaarheid van de attractie. Walibi Belgium had Doppelmayr-Garaventa drie eisen opgedrongen: de attractie moest aan een aanvaardbare capaciteit rijden, dagelijks kunnen draaien zonder te veel storingen en ze mocht niet te duur in onderhoud zijn. Walibi Belgium liet wel weten reeds op zoek te zijn naar een vervanger voor Vertigo, die ten vroegste in 2010 zou openen.
Ondanks de negativiteit in de pers omtrent Vertigo spreekt Walibi Belgium wel van een zeer geslaagd seizoen, met 1.000.000 bezoekers.

### 2009: The Big 7
Na het verdwijnen van Vertigo en de voorlopige sluiting van Turbine, start Walibi Belgium in 2009 met twee grote attracties minder dan in 2008. Het park pakt in het begin van het nieuwe seizoen uit met het nieuwe concept The Big 7. Walibi Belgium vestigde daarmee zeven attracties onder de aandacht. Deze attracties waren: Weerwolf, Calamity Mine, Flash Back, Radja River, Challenge of Tutankhamon, Vampire en Dalton Terror. Bedoeling van The Big 7 was dat elke maand één attractie centraal stond en dat deze ook op een ludieke manier werd aangekondigd in de pers.
In april stond de Weerwolf centraal, de enige houten achtbaan in België. Deze werd in de kijker gezet doordat Walibi Belgium met een recordaantal mensen een mensenketting wilde maken in de vorm van het spoor van Weerwolf.
In mei stond de mijntreinachtbaan Calamity Mine op het programma. Op 30 mei nodigde Walibi Belgium roodharigen uit om gratis naar Walibi Belgium te komen voor de Big7-actie. Meer dan 4000 "roodharigen" (vooral veel mensen met een rode pruik) zakten naar Walibi af.
In juni stond de Vampire in de kijker. Als extra animatie werkte Walibi Belgium samen met het Rode Kruis dat bloed afnam.
Begin juni raakte bekend dat Walibi Belgium uitpakte met een nieuwe show: Walibi On Tour, met de kangoeroe en zijn vriendjes in de hoofdrol. De show draaide vooral om muziek en dans en ging uiteindelijk in première op dinsdag 14 juli.
Midden oktober pakte het park opnieuw uit met Halloween. Net zoals in 2008 draaide heel het evenement rond het Monster Festival van de duivelse circusdirecteur Draco en zijn leger van monsters en freaks. Nieuw voor Halloween 2009 was Zoo Terror. Daarin werden bezoekers voorgesteld aan de moeder van Draco. Deze attractie werd enkel aangeraden aan personen boven 16 jaar en was te vinden in het gebouw van Turbine. Dit betekende voor velen meteen ook het grote afscheid van die attractie. Met Tornalloween in 2005 gebruikte Walibi Belgium eveneens een gesloten attractie als locatie voor een spookhuis, namelijk Tornado. Een maand na Tornalloween verzond Walibi Belgium foto's van een verknipte en afgebroken Tornado.

## 2010 - 2023

### 2010: Aqualibi sluit een jaar zijn deuren
Reeds enkele jaren gingen er geruchten de ronde dat Aqualibi een grote opknapbeurt zou krijgen. In 2009 maakte het park bekend dat het vanaf 4 januari 2010 zijn deuren zou sluiten voor een grondige renovatie van het waterpretpark. Aqualibi zou weer openen in de lente van 2011. Het zwembad, alsook het volledige glazen dak van het zwembad, zouden grondig aangepast en vernieuwd worden. Volgens Aqualibi zou het waterpark veel milieuvriendelijker worden, of het ook opnieuw gethematiseerd zou worden was toen nog niet bekend. Voor deze renovatie werd er zo'n 10 miljoen euro geïnvesteerd. Turbine bleef in 2010 nog steeds gesloten en Inferno werd uit het park verwijderd.
Voor het eerst sinds jaren vertoonde het park opnieuw een grootse show in zijn amfitheater. Fun Explosia was ongeveer honderd dagen te zien in het park. Het leek eveneens of het park in 2010 werk maakte van entertainment. De jaarlijkse nocturnes werden dit jaar eveneens in een thema gestopt: weerwolven.
Voor Halloween koos men opnieuw voor het concept van het jaar daarvoor: Monster Festival. Al vanaf september liet het park Marva op België los. Zij werd het nieuwe gezicht van Halloween Monster Festival. Marva is een Belgisch-Russische acrobate, die naam en faam maakte in het circus. Ze is een door en door slechte vrouw die, volgens geruchten, de gruwelijke dood van haar zussen op haar geweten zou hebben. Ze is tevens de stiefmoeder van Draco, die de vorige twee jaar het gezicht van Halloween was. Vanaf dag één blijkt Marva enorm populair te zijn en heeft ze duizenden fans op haar profiel op Facebook. Marva was voor het eerst te zien begin oktober 2010. Tijdens Halloween was ze dagelijks in het park te zien, waar ze bezoekers tot op het bot uitschold. Ze bracht eveneens een nieuwe themazone en Halloweenattractie mee naar Walibi Belgium: Marva Land, met in die zone de attractie Candy Fabrik. Ze brengt ook Zoo Terror terug mee naar Walibi, een van de meest intense Halloweenattracties in de geschiedenis van Walibi Belgium. Ook dit jaar blijft Halloween in Walibi Belgium records breken: gedurende twee opeenvolgende dagen moest Walibi zijn poorten sluiten omdat de maximumcapaciteit van het park bereikt was.
Het park liep gedeeltelijk onder water bij de overstromingen van november 2010.

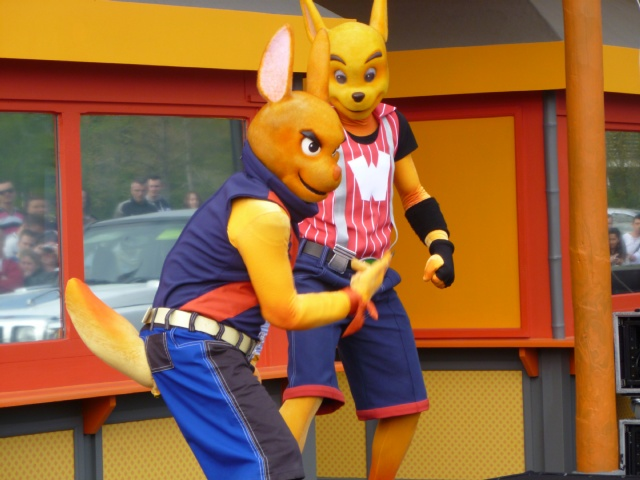
De mascottes Walibi en Squad

### 2011: W.A.B. & The SkunX: The Music Battle
Tijdens de winterse sluitingsperiode veranderde er het een en ander in Walibi. De oranje kangoeroe kreeg een grondige metamorfose en zijn vriendjes; Oscar, Mama Lily, Wok, Rocky, Splash en Doedoe verdwenen. Zij werden vervangen door Haaz, Zenko en Fibi, die samen met Walibi de muziekband W.A.B. vormen. Daarnaast werden zijn "rivalen" geïntroduceerd: The SkunX, de slechte tweelingbroer van Walibi en zijn donkere kompanen: Loco en Motiv. Samen vormen zij de dark-rock band The SkunX. Walibi zit in een volledig nieuw kleedje en concentreert zich nu op de "tweens" (8 tot 12-jarigen). Met deze zet wil Compagnie des Alpes, de groep achter Walibi, het sterke merk van Walibi buiten de parkgrenzen brengen. Dat zou zich vertalen in onder andere games, televisieseries, strips en singles. De drie zusterparken in Nederland en Frankrijk werden op dezelfde wijze onderhanden genomen. De Walibi-groep werd omgevormd tot Walibi Studio's en hoopt het grootste entertainmentmerk van Europa worden. Begin april maakte het park bekend dat het in zee zou gaan met supermarktketen Carrefour. Walibi gaf voor Carrefour 50.000 gratis tickets weg en bracht samen met de keten een stickerboek op de markt.
Op 31 maart 2011 opende Aqualibi na 500 dagen sluiting opnieuw zijn deuren voor het grote publiek. Het vernieuwde Aqualibi bleek mateloos populair. Amper één maand na opening bezochten reeds 57.000 bezoekers het waterpark. Gedurende de paasvakantie moest Aqualibi meermaals zijn deuren sluiten wegens volzet. Ook Walibi Belgium draaide tijdens de paasvakantie op volle toeren. Het pretpark kreeg een dagelijks gemiddelde van 10.000 bezoekers over de vloer. In totaal bezochten 150.000 mensen het pretpark tijdens de paasvakantie. Walibi Belgium sprak van ongeziene cijfers en de beste paasvakantie sinds de opening van het park in 1975. Ook tijdens het seizoen bleef het park veranderingen uitvoeren. Zo werden vele verbeteringen aan attracties en infrastructuur aangebracht, werd het fotopunt aan Vampire na jaren weer heropend en vestigde men extra aandacht op live-entertainment. In juli en augustus presenteerde het park opnieuw zijn populaire nocturnes, waarin een nieuwe live-figuur haar intrede maakte: Vita Drakovitz was de gastvrouw van een muzikale show, speciaal gemaakt voor de nocturnes.
Verder waren er geen grootse veranderingen voorzien voor Walibi Belgium. De komende vijf jaar zou het park echter grote veranderingen ondergaan naar aanleiding van de wedergeboorte van Walibi. Het park deed ook afstand van enkele andere figuren in het park, waaronder de stripfiguren Suske en Wiske en Bollie en Billie. Ook de 4D-film SpongeBob SquarePants verdween, maar werd vervangen door Rokken Roll, een 4D-film van eigen huis. Ook een nieuwe show werd voor het eerst getoond in het amfitheater, dat omgedoopt werd naar de Fabulous Arena: The Music Battle. De show is van de hand van Dick van den Heuvel, die eerder de musical Kruimeltje schreef voor Efteling. Meteen na de première van de film en de show op 9 april 2011, kregen deze lovende kritieken van fans en bezoekers.
Traditiegetrouw vond in oktober opnieuw Halloween plaats in Walibi Belgium. Dit jaar keerde Marva noodgedwongen terug naar Walibi. Alle monsters die ze in 2010 voor dood achterliet zijn bloeddorstige zombies geworden, die klaarstaan om Marva op te wachten. In 2011 opende Walibi Belgium vijf gloednieuwe spookhuizen voor Halloween. Bezoekers konden griezelen in Marva's Candy Factory, Zombie River, The Mine of Fear, Zoo Terror II en Insomnia. Daarnaast konden ze genieten van een gloednieuw Halloweenspektakel: Zombie Cabaret. Net zoals het jaar daarvoor waren deze spookhuizen, in tegenstelling tot zoals bij Walibi Holland, volledig gratis. Ook nieuw dat jaar was de Zombie Bar, die te vinden was op een van de eilandjes van het meer van Walibi. Voor het eerst sinds de start van Halloween deelde Walibi Belgium het park op in drie zones: een kindvriendelijk Halloween in Walibi Playland, een familie-Halloween ter hoogte van Marva's Candy Factory en tot slot het grotere werk in Zombie Zone.

### 2013: terugkeer van Turbine
In de loop van seizoen 2008 sloot de populaire achtbaan Turbine voor onbepaalde tijd. Onmiddellijk werd gevreesd dat de achtbaan niet meer zou openen. Het park liet weten dat het volop onderzocht wat de mogelijkheden waren en of de baan al dan niet definitief gesloten zou blijven. Medio 2010 doken de eerste geruchten op dat Turbine tijdens de winter van 2011-2012 afgebroken zou worden. Het park zou echter al een vervanger klaarhebben, een draaiende achtbaan of Spinning Coaster. In januari 2011 kwam Walibi Belgium op de proppen met plannen voor een vernieuwde Turbine, maar ook de plannen voor de Spinning Coaster, die de werknaam 'Fabulous' meekreeg. Die plannen werden ingediend bij het stadsbestuur van Waver. In april 2011, met het verschijnen van de nieuwe milieuvergunning voor het park, werd duidelijk dat de Turbine in 2012 volledig overdekt heropend zou worden. De plannen voor de draaiende achtbaan gingen de prullenbak in.
Deze datum werd echter niet gehaald. Volgens het park zou de achtbaan zeker wel openen, maar ten vroegste in 2013, of misschien zelfs later. In januari 2012 dook het bericht op dat de Duitse achtbaanfabrikant Gerstlauer de renovatie van Turbine op zich zou nemen. Op 1 april 2012 verscheen er in een Waalse krant een bericht over de heropening van Turbine in 2013. Het artikel, dat op een ongelukkige datum gepubliceerd werd, werd al snel in twijfel getrokken en bekeken als een aprilvis van Walibi Belgium. Echter, op 6 april 2012 maakte Walibi Belgium officieel bekend dat Turbine zijn deuren opnieuw opent in 2013. De werken zouden midden mei 2012 starten en zouden een jaar in beslag nemen. De thematisatie van de vernieuwde Turbine was nog onbekend, maar zou gedaan worden door het Nederlandse JoraVision, dat ook al verantwoordelijk was voor de thematisatie van onder andere Joris en de Draak in de Efteling.
Begin maart 2013 kondigde Walibi Belgium aan dat de achtbaan ondanks enige vertraging zou openen. De eerste ritten op de vernieuwde Turbine waren voorzien voor eind juni. In een officieel persbericht omtrent de start van het nieuwe seizoen, maakte Walibi Belgium bekend dat de nieuwe naam voor Turbine in april onthuld zou worden. De nieuwe naam, Psyké Underground, is uiteindelijk bekendgemaakt op 16 mei 2013.
Ondanks de vertraagde opening van Psyké Underground heeft men tijdens de winterstop niet stilgezeten in Waver. Zo wordt de volledige Franse en Italiaanse zone van het park omgevormd naar de WAB-Zone. Attracties zoals De Grote Carrousel, de botsautootjes Tuf Tuf Club, de breakdance Cilindri Rotanti en de zweefmolen French Cancan ondergaan een heuse transformatie. De Italiaanse kinderzone wordt een kleine SkunX-zone. Bovendien opent in de vernieuwe WAB-zone ook een nieuwe attractie: Walibi Fun House. Met een speciaal brilletje op de neus worden bezoekers ondergedompeld in de sfeer van een buitengewoon huis, waar het plafond de vloer is, servies en bestek een eigen leven gaan leiden en waar niets is wat het lijkt. De attractie, die eerder als Halloweenattractie gebruikt werd, is te vinden naast Tuf Tuf Club.
Tot ieders verbazing keert een verdwenen watereffect in Radja River terug. Het waterplafond aan het einde van de rit, dat eerder werd verwijderd na klachten van bezoekers omdat ze té nat werden, is dat jaar opnieuw in gebruik genomen.
Het centrale thema van Halloween 2013 in Walibi draait zoals de voorbije drie jaar opnieuw rond zombies en gastvrouw Marva. Het spookhuis Zoo Terror, dat in 2009 zijn debuut maakte, keert dat jaar niet terug. Zombie River, Mad House 3D, Insomnia, Virus-Z1 en Project Z keren wel weer terug. Door het verdwijnen van Zoo Terror pakt het park in 2013 wel uit met een gloednieuw spookhuis: Villa 13. Net zoals bij Project Z zullen bezoekers extra moeten betalen voor Villa 13. Bijzonder aan Villa 13 is dat het spookhuis niet in het park zelf gelegen is, maar wel 100 meter buiten het domein. In het nieuwste spookhuis van Walibi Belgium dwalen bezoekers door een villa, die ooit eigendom was van een gevaarlijke psychopaat. In de tegenwoordige tijd is dit vervloekte huis een broeinest van paranormale activiteit, waar morele grenzen niet bestaan.
Naast deze spookhuizen zijn er in het park ook enkele nieuwe scare-zones te vinden. Bijvoorbeeld War Zone, waar geheimzinnige soldaten uit Project Z nog steeds op voet van oorlog leven met de zombies. In Freak Zombies terroriseren vliegende zombies voorbijlopende bezoekers. In het nieuwe Marva's Massacre maken bezoekers kennis met de Russische familie van Marva. In tegenstelling tot Marva zelf, is haar familie zeer hartelijk en gastvrij. De familie baat een restaurant uit in Russische stijl dat tijdens Halloween elke avond haar deuren opent voor bezoekers. In dat restaurant vindt de Zombie Dinner Experience plaats: een smakelijk totaalspektakel met een driegangenmenu en vooral veel onverwachte gebeurtenissen.
Op 31 oktober en 1 november 2013 moest Walibi Belgium noodgedwongen zijn poorten sluiten wegens volzet. Dit werd door het park zelf gemeld op zijn Facebookpagina, maar de berichten zijn inmiddels van de pagina verwijderd. Veel bezoekers waren ontevreden over de organisatie en moesten naar eigen zeggen bij veel attracties meer dan twee uur wachten.

### 2014: Lucky Luke City verdwijnt
De grootste wijzigingen voor seizoen 2014 zullen plaatsvinden in Lucky Luke City. Wegens het verlopen van de licentie voor het gebruik van de figuren uit de strips van Lucky Luke, moet het themagebied Lucky Luke City verdwijnen. Lucky Luke en zijn collega-striphelden zoals Calamity Jane en de broertjes Dalton zullen daarmee uit het park verdwijnen. Wel is zeker dat het gebied een westernthema blijft houden.
Walibi's Secret, een 3D-doolhof door de persoonlijke woning van de kangoeroe, is een uitgebreide versie van het spookhuis Mad House 3D. Mad House 3D was eerder tijdens Halloween in het park te bezoeken. Daarnaast krijgt de 4D Cinema ook een nieuwe dimensie, door het toevoegen van acrobaten en acteurs tijdens de voorstelling.
Zowel de rotsen van Calamity Mine als Radja River werden vernieuwd en ook de boomstamattractie Flash Back kreeg een opfrisbeurt. Bij de topspin Buzzsaw werd de wachtrij verplaatst en vergroot, en kreeg de gondel van de attractie nieuwe zitjes en nieuwe beugels.

### 2015: 40 jaar Walibi Belgium
In 2015 vierde Walibi Belgium zijn 40ste verjaardag. Op 26 juli 2015 was het exact 40 jaar geleden dat het park zijn deuren openstelde voor bezoekers. Dat jaar verving het park de 4D-film 'Rokken Roll', die in 2011 voor de eerste keer te zien was, door een nieuw exemplaar. Het in 2010 vernieuwde waterpark Aqualibi werd uitgebreid met een nieuwe glijbaan.
In maart 2015 werd ook de Dalton Terror herschilderd. Na het verlopen van de licentie voor het gebruik van Lucky Luke-figuren in het park begin 2014, werden de Daltons nu volledig uit het park verwijderd. De beeltenissen van de Daltons waren reeds van de gondels verwijderd in 2014. De roze gondels kregen nu een nieuwe geeloranje kleur, de voorheen gele toren werd donkergrijs geschilderd.
Tijdens het Halloweenevenement vonden er ook enkele veranderingen plaats. De jaarlijkse nocturnes werden met een uur verlengd en het park bleef tijdens deze nocturnes geopend tot 22u00. Het evenement begon tevens een week vroeger dan voorzien. Op de Halloweenwebsite van het park stond in september 2015 ook te lezen dat bezoekers zich dat jaar te goed konden doen aan 8 spookhuizen. Eentje daarvan was dat jaar nieuw, de Lumberjack.
In het jubileumjaar werd ook een boek uitgegeven over de 40 geschiedenis van het park. Het verhaal werd verteld door Dominique Fallon die er al van in het begin bij was en dat jaar met pensioen ging. Het boek was van eind augustus af in de parkwinkels te verkrijgen, maar door een probleem met de auteursrechten werd het na enkele dagen alweer uit de handel gehaald. Het park zelf sprak toen over een "scanning probleempje".

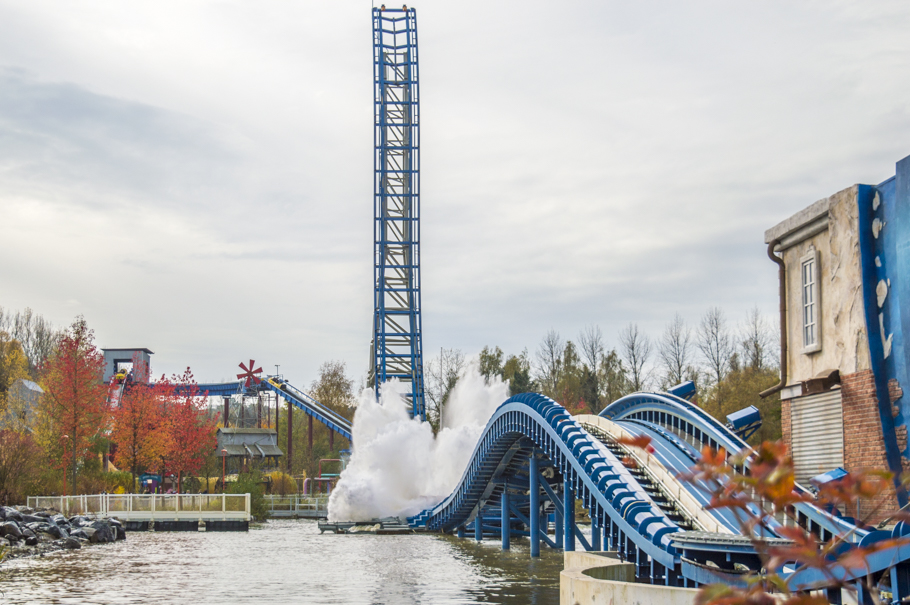
De Pulsar

### 2016: Pulsar: wereldprimeur voor Walibi Belgium
Tijdens editie 2014 van de jaarlijkse Fan Day van Walibi Belgium kondigde de directeur van het park de komst aan van een nieuwe attractie. Deze nieuwe attractie zou voor het park een wereldprimeur worden: het werd de eerste Power Splash van de Duitse fabrikant MACK Rides. Dat werd op 12 februari 2015 door het park bekendgemaakt.
De attractie werd gebouwd tussen de Country Cantina en Flash Back, op het grote centrale meer. Om de toegankelijkheid vanuit de verschillende hoeken van het park voor deze attractie te verbeteren, werd naast de attractie een dijk over het meer gebouwd. De naam en het thema van de attractie zouden later bekendgemaakt worden. De bouw van de attractie startte in de lente van 2015 en zou ongeveer 10 maanden in beslag nemen.
Met de komst van deze nieuwe attractie verbreekt Walibi Belgium meteen twee Belgische records, namelijk de snelste en hoogste achtbaan van België. Daarnaast is het tevens de eerste gelanceerde waterachtbaan ooit en de achtbaan met de grootste wielen ter wereld. Op 24 oktober 2015, tijdens de jaarlijkse Fan Day, kregen fans een preview van de attractie en werd ook de naam ervan onthuld: Pulsar.
De attractie ging uiteindelijk in soft-opening tijdens het hemelvaartweekend en draaide zijn eerste ritjes met passagiers op 6 mei 2016. Een maand later volgde zoals aangekondigd de officiële opening, op 4 juni.
Eind 2016 kwam het nieuws naar buiten dat het het laatste jaar is voor Het Reuzenrad. Eerder berichtte Looopings reeds dat het reuzenrad te koop stond op internet, maar het park zei van niks af te weten. Eind oktober vertelde het park op de jaarlijkse fanday dat het reuzenrad inderdaad verdwijnt, en dat er een nieuwe attractie op die plaats komt, maar nog niet in 2017.
Halloween
Het Halloweenevent is dit jaar volledig vernieuwd en krijgt dit jaar de ondertitel 'Enjoy The Day, Fear The Night'. Marva verdwijnt uit beeld, en maakt plaats voor de mysterieuze Lord Gazby.
Ook nieuw is dat het evenement op nocturnedagen voortaan wordt opgesplitst in een familievriendelijk Halloween tot 17u00, waarna het park een uur sluit en dan weer heropent met een hard Halloween vanaf 18u00. Door deze sluiting van een uur wordt het park dan ook een uur langer geopend, namelijk tot 23u. Het totaal aantal nocturnedagen stijgt dit jaar naar 8 (inclusief de Terror Night).
Er is ook een nieuwe scare-zone, Gaztown, die een oude mijnstad voorstelt die opgeschrikt werd door een grote gasexplosie in de daar gelegen mijnen. Lord Gazby is de niet zo zuivere baas van Gaztown en de mijn. In het nieuwe spookhuis 'Mine Blast' maken bezoekers een wandeling door de mijn tussen de verbrande en rottende lijken na de gasexplosie. Volgens Walibi Belgium zijn Gaz Town en Mine Blast respectievelijk de grootste scare-zone en het grootste spookhuis ooit gebouwd in het park. 
Spookhuizen van vorige jaren die terugkeren zijn Lumberjack, Villa 13 en Project InvaZion. Toxic River krijgt een aangepaste versie, Pumpkin River, en Virus-Z1 verdwijnt dus van het toneel. Tijdens nocturnes wordt Lumberjack gedurende de dag aangepast voor jonge kinderen onder de naam Lumberjac'Kids, waarmee het het langste spookhuis voor kinderen in België zal worden. 
Op 18 oktober 2016 maakt Walibi Belgium eveneens bekend dat er vanaf 22 oktober een extra spookhuis zal openen in het pretpark. Voor dat spookhuis werkt Walibi Belgium samen met de Belgische dj's Dimitri Vegas & Like Mike. Daarnaast produceren de twee broers een eigen anthem voor dit spookhuis, dat voor bezoekers van het huis gratis te downloaden zal zijn. Het spookhuis krijgt de naam 'Dimitri Vegas & Like Mike Haunted House of Madness' mee.

### 2017: verwijdering Reuzenrad, La Coccinelle en Music Express
Behalve de verwijdering van Het Reuzenrad bracht 2017 niet veel nieuws. In juli 2017 werd duidelijk waarom, toen een masterplan voor de komende 5 jaar werd voorgesteld. Ook werd bekendgemaakt dat in het nieuwe masterplan geen plaats meer is voor de parktrein. De Walibi Express - de laatste jaren Music Express geheten - reed in 2017 dus zijn laatste rondjes. Op 10 september reed ook La Coccinelle ("De Keverbaan") haar laatste rondjes, waarna met de werkzaamheden werd gestart voor een nieuwe familieachtbaan in 2018, op de voormalige locatie van de Keverbaan. Het was de bedoeling dat de Keverbaan terug zou komen op de plaats van het Reuzenrad, op het moment dat die zone volgens het masterplan aangepakt zou worden. Met de overstroming in 2021 raakte deze achtbaan echter te zwaar beschadigd, waardoor deze vernietigd werd.
Daarnaast werd in 2017 een grote uitbreiding aangekondigd voor Aqualibi. In het najaar sloot het zwemparadijs hiervoor de deuren tijdens de weekdagen en sloot volledig na de kerstvakantie. Abonnementshouders mochten op sluitingsdagen ter compensatie en op vertoon van hun abonnement gratis naar Océade, een ander zwemparadijs in Brussel dat beheerd wordt door Thierry Meeùs, de zoon van de oprichter van Walibi Belgium, Eddy Meeùs.

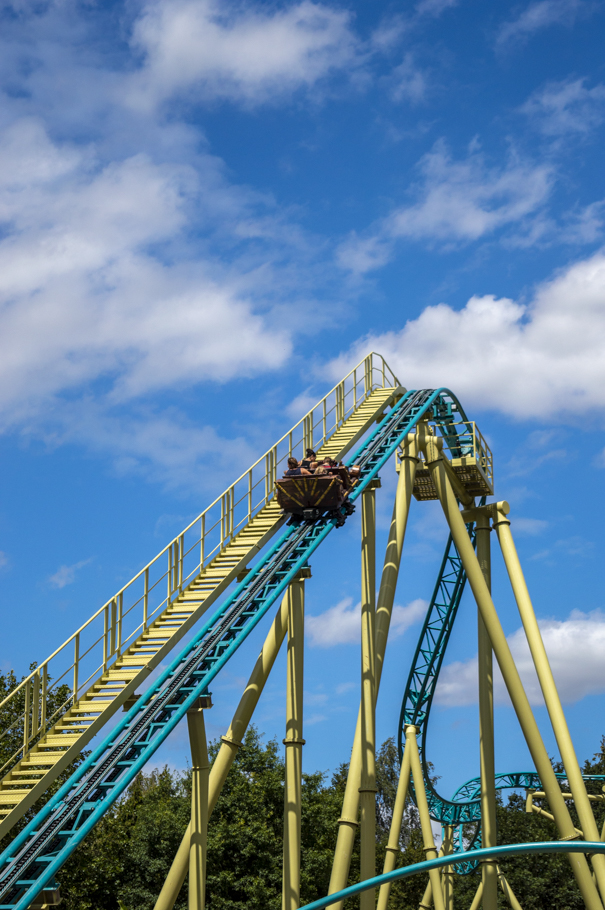
Tiki-Waka in Walibi Belgium

### 2018: Exotic World, Tiki-Waka en Aqualibi
De voormalige Fabulous Area transformeerde tussen 2017 en 2018 naar een Tiki-gebied. Deze zone omvat het oude theater, het voormalige toiletgebouw en ook de darkride Challenge of Tutankhamon. Alle gebouwen kregen een Polynesische look mee, met daken uit stro en de typische Tiki-snijkunst. 
De grootste nieuwigheid in het gebied is Tiki Waka, een familieachtbaan van het Duitse Gerstlauer. Deze achtbaan is gelegen op de plaats van de Keverbaan en de lege ruimte eromheen en doorkruist het hele Tiki-gebied. De achtbaan kruist ook een paar keer de paden en gaat meermaals over het meer heen. Daarnaast opent in 2018 een avonturenparcours met de naam Tiki Trail. Dit parcours, met bruggen, uitkijktorens, touwbruggen en een glijbaan loopt eveneens deels boven water en kruist enkele keren Tiki Waka.
Naast deze nieuwe zone werd ook Aqualibi geherthematiseerd naar een Caraïben-stijl en werd het uitgebreid met een nieuwbouw, waar voornamelijk waterspeeltoestellen te vinden zijn voor kinderen die nog niet kunnen zwemmen.
De opening van zowel het vernieuwde Aqualibi, Exotic World en Tiki-Waka was voorzien bij aanvang van seizoen 2018, op 31 maart. De zone was dan echter nog niet af en is tijdens de eerste openingsmaand nog verder afgewerkt. Tiki-Waka en Tiki Trail kregen gedurende april een soft-opening. De officiële opening vond plaats op 9 juni 2018.
Tijdens Halloween maakt Villa 13 na vijf jaar plaats voor een nieuw spookhuis: Black Rose. Dit spookhuis is op dezelfde locatie te vinden, mits grondige aanpassingen. Ter promotiestunt van het spookhuis stond de villa op een Belgische website voor huizenjagers. Het telefoonnummer dat vermeld werd bij het huis kwam uit op een antwoordapparaat waar op de achtergrond enge geluiden te horen waren. Black Rose is een spookhuis over een familie kannibalen: de familie Rose. 

### Vernieuwingen 2019
In de winter van 2018-2019 werd het themagebied Ali Baba Land naar de kleurrijke wereld van Bollywood gethematiseerd, en kreeg het de naam Karma World. De grote nieuwigheid in Karma World is de interactieve darkride Popcorn Revenge van de Belgische firma Alterface. Deze darkride werd gebouwd in het gebouw van de attractie 'Paleis van Ali Baba', die in 2001 de deuren sloot. Daarnaast opende er een Indisch restaurant en kreeg de achtbaan Cobra een opknapbeurt.
Het kindergedeelte werd getransformeerd naar Fun World en er werd een kinderachtbaan, genaamd Fun Pilot, geopend.

### 45 jaar Walibi en coronacrisis
2020 werd door Walibi Belgium aangekondigd als een feestjaar, want op 26 juli 2020 zou het park 45 jaar bestaan. Het park zou zich daar op toespitsen en qua vernieuwingen een sabbatjaar inlassen. Wel introduceerden Walibi Belgium, Walibi Holland en Walibi Rhône-Alpes een nieuwe mascotte, die vanaf de start van het seizoen in de drie parken te zien zou zijn. Vanwege de coronapandemie zou de mascotte in 2020 nog niet als live-character in het park te zien zijn. Hij is wel terug te vinden op merchandising in de drie Walibi-parken.
In maart liet Jean Christophe Parent, de directeur van Walibi Belgium, weten dat het park niet zou kunnen openen op 5 april vanwege de wereldwijde uitbraak van COVID-19. Uiteindelijk opende het park zijn deuren bij de start van de zomervakantie op 1 juli 2020, met de nodige veiligheidsmaatregelen en uitsluitend via online reservatie. Tijdens de noodgedwongen sluiting in het voorjaar hadden verschillende attracties een opknapbeurt gekregen en werden de twee themagebieden van 2019 afgemaakt.
In februari 2020 werd begonnen met de voorbereidende werkzaamheden voor Megacoaster Kondaa en in juni stonden de eerste onderdelen van deze achtbaan al recht. Op 19 september 2020 liet het park aan de hand van foto's weten dat de achtbaan klaar is.
De uitbraak van COVID-19 had een grote impact op het park. Zo werd Halloween, sinds begin 2000 de topperiode van het jaar voor Walibi, geannuleerd. Het park kon ondanks verscherpte maatregelen, zoals anderhalve meter afstand in spookhuizen, scare-zones en op paden van het park, geen volwaardig evenement aanbieden. Ook het vervangende evenement 'Walibi On Stage', een muziekfestival in de herfstvakantie, kon niet doorgaan vanwege de steeds stijgende cijfers van besmettingen in België. De overheid besliste op 24 oktober 2020 dat pretparken per direct hun deuren moesten sluiten, waarmee meteen een vervroegd en abrupt einde aan seizoen 2020 kwam.
Ondanks enkele vertragingen zou de rest van het investeringsplan van Walibi Belgium gewoon doorgaan. De deadline, waarin het park voor 75% vernieuwd zou worden, werd enkel verplaatst van 2023 naar 2025.
Omwille van de aanhoudende coronapandemie opende Walibi Belgium in 2021 een maand later dan voorzien. En Kondaa opende voor het publiek, met wachttijden tot 140 minuten. Alle indoorattracties dienden wel gesloten te blijven, alsook restaurants.
Walibi Belgium maakte van de langere sluiting van de nood een deugd door ook andere opknappingswerken in het park te doen. Zo werden het station en de wachtrij van Radja River voorzien van nieuwe kleuren en extra thematisatie om beter te passen bij themagebied Karma World. Ook alle rotswerk van de rapid river werd opgeknapt. Botsautoattractie Tuf Tuf Club en theekopjesmolen Salsa Y Fiesta kregen ook een nieuw kleurtje.
Na de verplichte sluiting door het coronavirus krijgt Walibi echter opnieuw een zware klap te verwerken. Door de overvloedige regenval op 15 en 16 juli staat het park volledig onder water. De schade aan attracties blijkt enorm te zijn. Op 28 juli laat het park weten dat het noodgedwongen zijn deuren gesloten moet houden tot oktober. Men denkt weer te kunnen openen vlak voor de start van het Halloweenseizoen. Het park krijgt voor deze ramp steun van diverse andere parken, zoals Bellewaerde, Bobbejaanland, Futuroscope, Walibi Holland en Walibi Rhône-Alpes.
Uiteindelijk opende Walibi opnieuw zijn deuren op zaterdag 2 oktober. Enkel Pulsar bleef nog enkele maanden langer gesloten.
Aqualibi opende na 5 maanden op Eerste Kerstdag zijn deuren weer.

## 2023 - heden

### Grote uitbreiding Aqualibi
In 2024 opende Aqualibi na een sluitingsperiode van enkele maanden een buitengebied en een nieuwe glijbaantoren, waar vier nieuwe waterglijbanen starten. Dit kostte zo'n 15 miljoen euro.

### Opening Dock World
Walibi Belgium kondigde in 2024 aan een nieuw havengebied te maken inclusief een nieuwe lanceerachtbaan van Gerstlauer. Ook werden de bestaande attracties Psyké Underground, Dragon Boats, Salsa y Fiesta en  Flash Back geherthematiseerd en werd er een nieuw restaurant gebouwd. Het themagebied opent in 2025 en kostte inclusief de achtbaan circa €30 miljoen. Dit hoorde niet bij het in 2017 aangekondigde masterplan, ondanks dat dit nog niet afgerond was. 